# Morinia pestalozzioides
Morinia pestalozzioides är en svampart som beskrevs av Berl. & Bres. 1889. Morinia pestalozzioides ingår i släktet Morinia och familjen Amphisphaeriaceae.   Inga underarter finns listade i Catalogue of Life.